# 李家营镇
李家营乡，是中华人民共和国河北省承德市兴隆县下辖的一个乡镇级行政单位。

## 行政区划
李家营乡下辖以下地区：
杨家庄村、下台子村、苗家营村、凿子岭村、栾家店村、副将沟村和赵家店村。